# Museo audiovisivo della Resistenza
Il Museo audiovisivo della Resistenza di Fosdinovo patrocinato dalle Province di Massa e Carrara e della Spezia è dedicato al periodo storico della Resistenza italiana nella Lunigiana.
Si trova in località Le Prade nel comune di Fosdinovo, in provincia di Massa-Carrara ed è stato inaugurato il 3 giugno 2000 alla presenza dell'allora Ministro della pubblica istruzione, Tullio De Mauro.
Conserva al suo interno numerose testimonianze audio-visive della lotta di Resistenza nel territorio Apuo-lunigianese, e quindi nell'area circostante la famigerata Linea Gotica, in cui si svolsero cruente battaglie tra partigiani e occupanti nazifascisti.
Il museo, nato grazie all'impegno e alla determinazione di Paolino Ranieri, partigiano e primo sindaco di Sarzana (SP), è dedicato alla memoria dei comandanti partigiani Alessandro Brucellaria "Memo" e Flavio Bertone "Walter" e di tutti coloro che hanno combattuto per la libertà.
Al suo interno vi sono, fin dal 2000, anche videoambientazioni e percorsi interattivi permanenti dello Studio Azzurro, centro italiano di sperimentazione artistica e di produzione video.